# Christus als Gärtner (Manet)

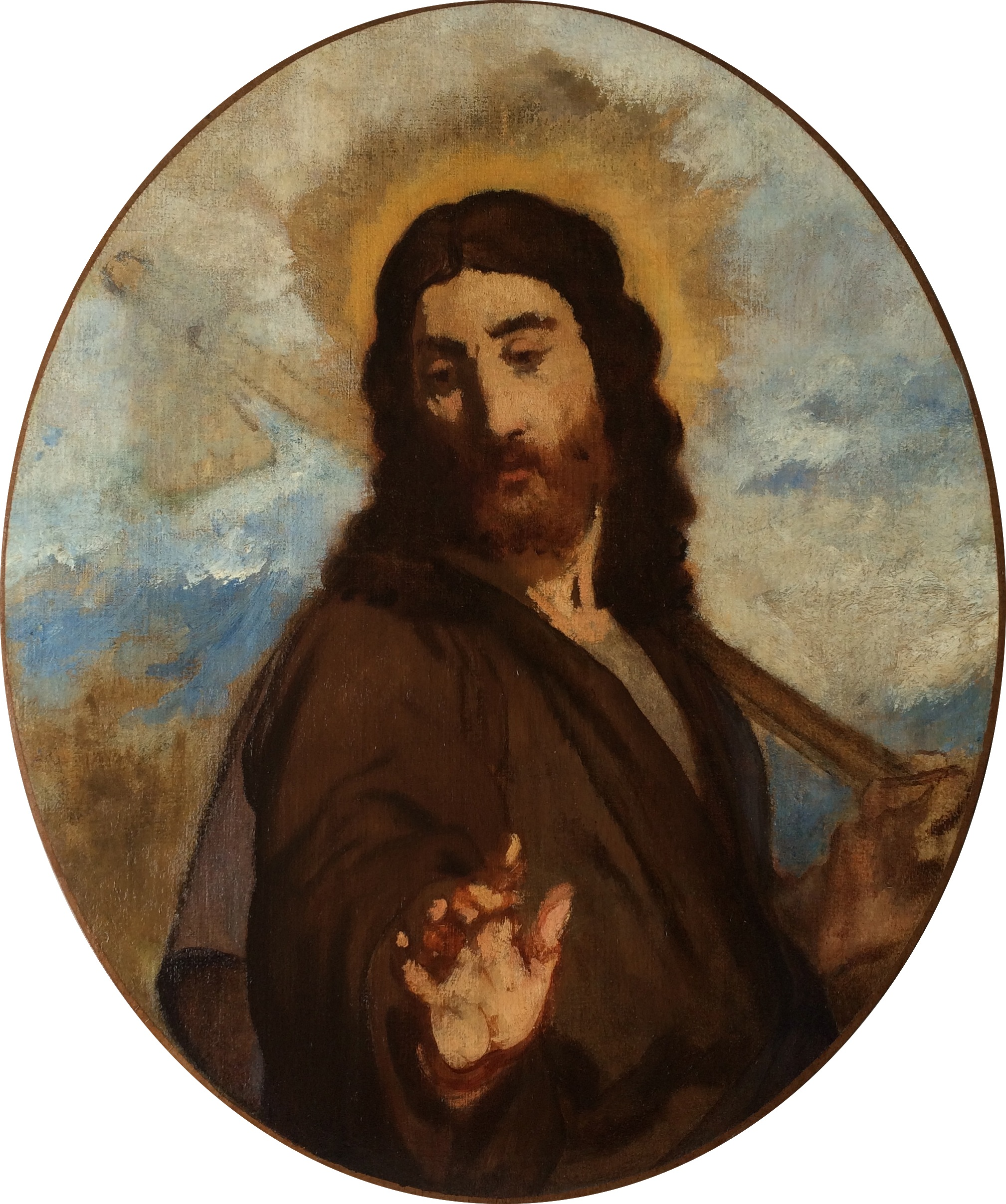
Christus als Gärtner
Édouard Manet, um 1856
68 × 57 cm
Öl auf Leinwand
Privatsammlung

Christus als Gärtner, auch Christus der Gärtner, Christus mit der Hacke oder Christus mit Hacke, (französisch Le Christ Jardinier, Le Christ à la Pioche oder Tête de Christ), ist ein um das Jahr 1856 in Öl auf Leinwand gemaltes Bild von Édouard Manet. Das 68 cm hohe und 57 cm breite Gemälde ist als Oval beschnitten. Dargestellt ist der auferstandene Jesus Christus, der ursprünglich Teil einer größeren, nie fertiggestellten Komposition mit dem Thema Noli me tangere sein sollte. Das zum Frühwerk Manets gehörende Bild ist eines seiner wenigen religiösen Motive. Es befindet sich in einer Privatsammlung und wurde nur selten öffentlich ausgestellt.

## Bildbeschreibung

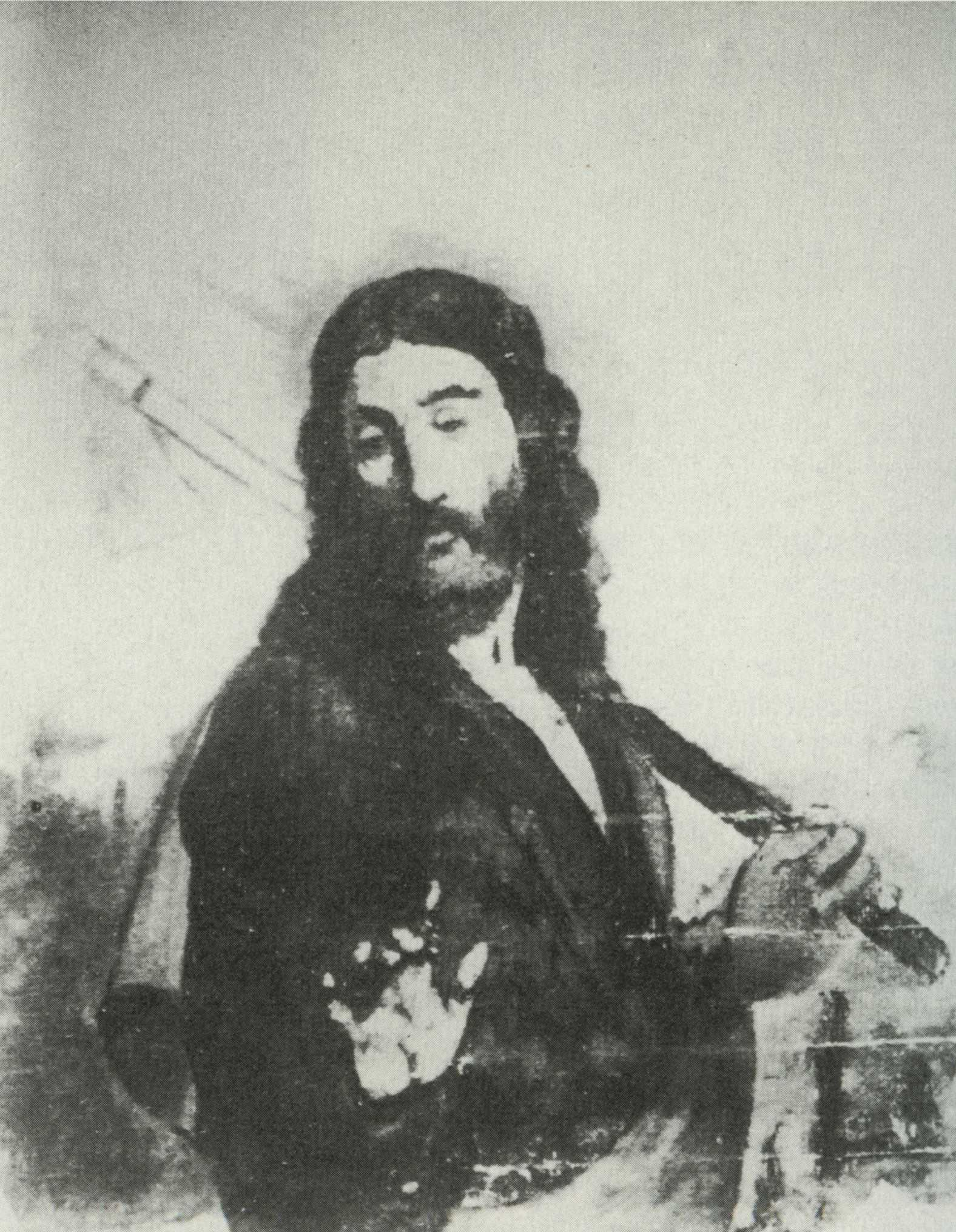
Édouard Manet: Le Christ jardinier, Fotografie des unbeschnittenen Gemäldes von Fernand Lochard

Das Gemälde zeigt als Halbfigur eine Darstellung des Jesus Christus als Gärtner. Sein Oberkörper weist zum rechten Bildrand, während der leicht geneigte Kopf zum Bildbetrachter gedreht ist und seine dunklen Augen über die Schulter nach unten blicken. Der Mund mit den geschlossenen Lippen wird von einem braunen Vollbart umrahmt, während das Inkarnat in einem Ockerton gehalten ist. Das dunkle lockige Kopfhaar lässt die Stirn frei und fällt zu beiden Seiten über die Schulter. Hinter dem Kopf ist ein gelblicher Heiligenschein mit verwischter Kontur zu sehen. Christus trägt ein braunes Gewand, dass den Körper weitestgehend verhüllt. In der linken Hand hält er den Stiel einer Feldhacke, die er hinter den Kopf über die Schulter gelegt hat. Links vom Kopf ist das spatelige Blatt der Hacke zu erkennen. Die rechte Hand zeigt mit der offenen Innenseite nach vorn, wobei die Finger teils etwas angewickelt sind. Der Hintergrund besteht überwiegend aus einer den Himmel skizzierenden Fläche aus Weiß und Blautönen. Unten links findet sich ein ockerfarbener Bereich, der eine Landschaft andeuten könnte. Vor allem der wenig ausgearbeitete Hintergrund lässt das Bild unfertig wirken. Es ist weder signiert noch datiert. Das Gemälde hatte ursprünglich ein rechteckiges Format und wurde erst nach Manets Tod auf das heutige Oval zugeschnitten (siehe hierzu auch den Abschnitt Provenienz).

## Manets Christusdarstellungen
Christus als Gärtner gehört zum Frühwerk Manets, von dem nur wenige Gemälde erhalten sind. Manet hatte bis 1856 das Atelier seines Lehrers Thomas Couture besucht und in dieser Zeit Werke anderer Künstler kopiert. Eigene Gemäldekompositionen sind erst aus der Zeit nach seiner Ausbildung bekannt. Zu diesen ersten Bildentwürfen gehören zwei Christusbilder, die heute als Christus mit Stock (auch Christus mit dem Stab) und als Christus als Gärtner bekannt sind. Beide Gemälde werden zudem auch als Christuskopf bezeichnet, was jedoch nicht den unterschiedlichen Bildinhalt berücksichtigt. Das Gemälde Christus mit Stock (Privatsammlung) zeigt den Dargestellten in Nahsicht im enger gefassten Bildausschnitt. Bei ihm liegt der angeschnittene Stab über der vorderen Schulter. Im Gegensatz hierzu ist bei Christus als Gärtner zudem der Oberkörper zu sehen und die Feldhacke hinter dem Kopf geschultert. Darüber hinaus gibt es eine vorbereitende Zeichnung Manets, die den Körper des Christus skizziert, bei der jedoch das Gesicht nicht ausgeführt ist. Der Oberkörper und die Haltung der rechten Hand in der Zeichnung zeigen eine deutliche Ähnlichkeiten zur Darstellung im Gemälde Christus als Gärtner.

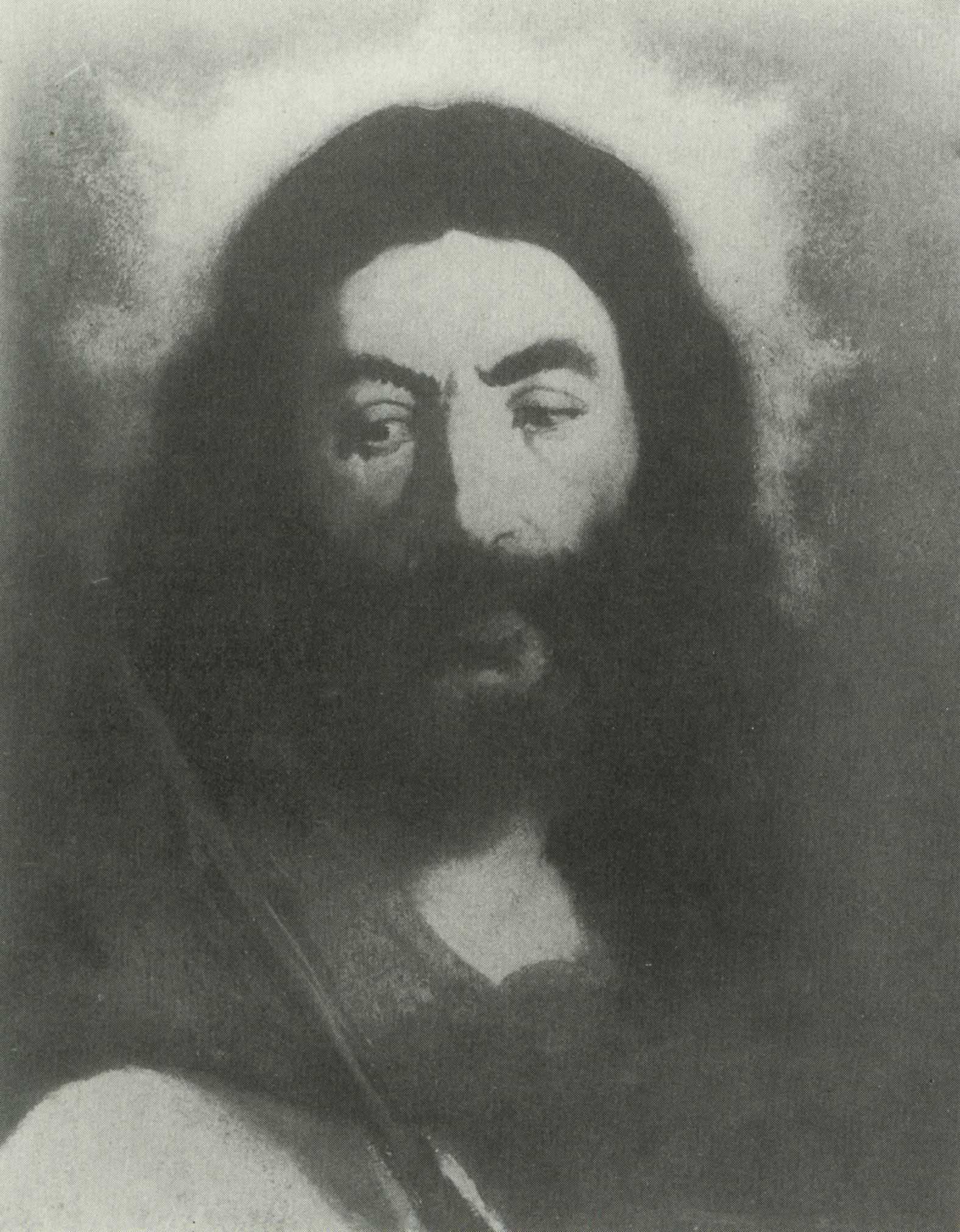
Édouard Manet: Christus mit Stock, um 1856, Privatsammlung
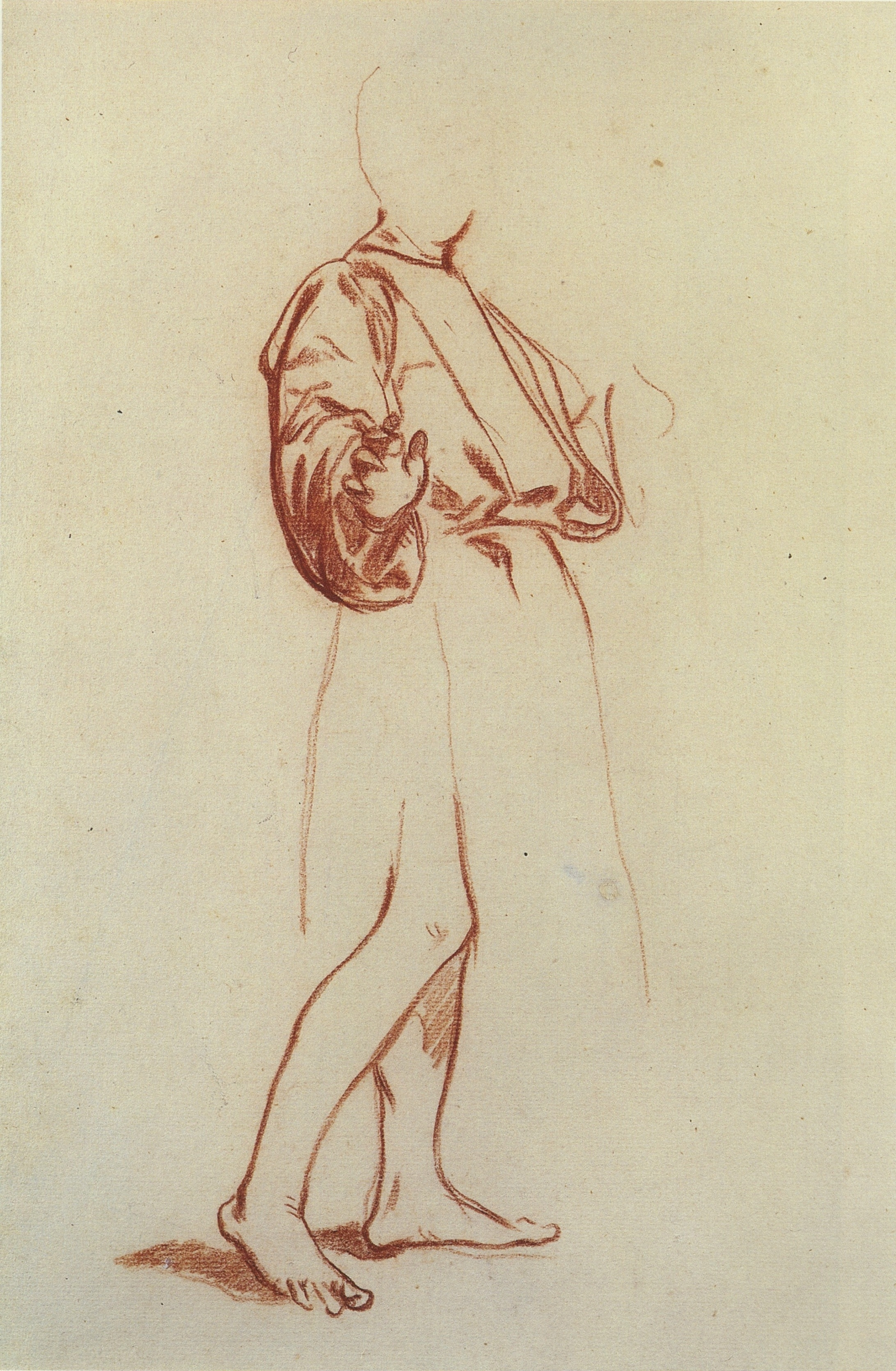
Édouard Manet: Studie zu Christus als Gärtner, um 1856, Privatsammlung

Die um 1856 geschaffenen Christus-Bilder sind Entwürfe zu einer geplanten Bildkomposition des biblischen Themas der Auferstehung, wie sie im Johannesevangelium (Joh 20,17 ) beschrieben wird. Demnach trifft Maria Magdalena auf den auferstandenen Jesus Christus, hält ihn aber zunächst für einen Gärtner. Als Maria Magdalena den vor ihr stehenden Jesus Christus erkennt, will sie ihn küssen oder umarmen. Hierauf entgegnet Jesus Christus „Berühre mich nicht“. Dieses auch als Noli me tangere bekannte Thema haben vor Manet verschiedene Künstler aufgegriffen und das Requisit der Gartenhacke oder eines Spatens ist typisch für diese Darstellungen. Manet kannte sicher die beiden im Pariser Louvre befindlichen Gemälde Noli me tangere von Agnolo Bronzino und Fra Bartolommeo. Bei Bronzino ist Christus im Bild nahezu unbekleidet zu sehen und nur das Grabtuch umhüllt Teile des Körpers. Christus hält in diesem Bild einen Spaten in der rechten Hand und hat seine linken Hand zur Geste „Berühre mich nicht“ erhoben. Bei Fra Bartolommeo hat Christus die rechte Hand zur Geste „Berühre mich nicht“ erhoben und hält in der linken Hand eine Feldhacke, die jedoch nicht wie bei Manet geschultert ist, sondern auf den Boden aufstößt. Fra Bartolommeo zeigt, wie später Manet, Christus vollständig bekleidet. Trotz einiger Übereinstimmungen fallen zahlreiche Unterschiede zwischen Manets Bild und den beiden anderen Darstellungen des Themas im Louvre auf. Hierzu gehören bei Manet die frontale Ansicht des Christus und der dominante Heiligenschein.

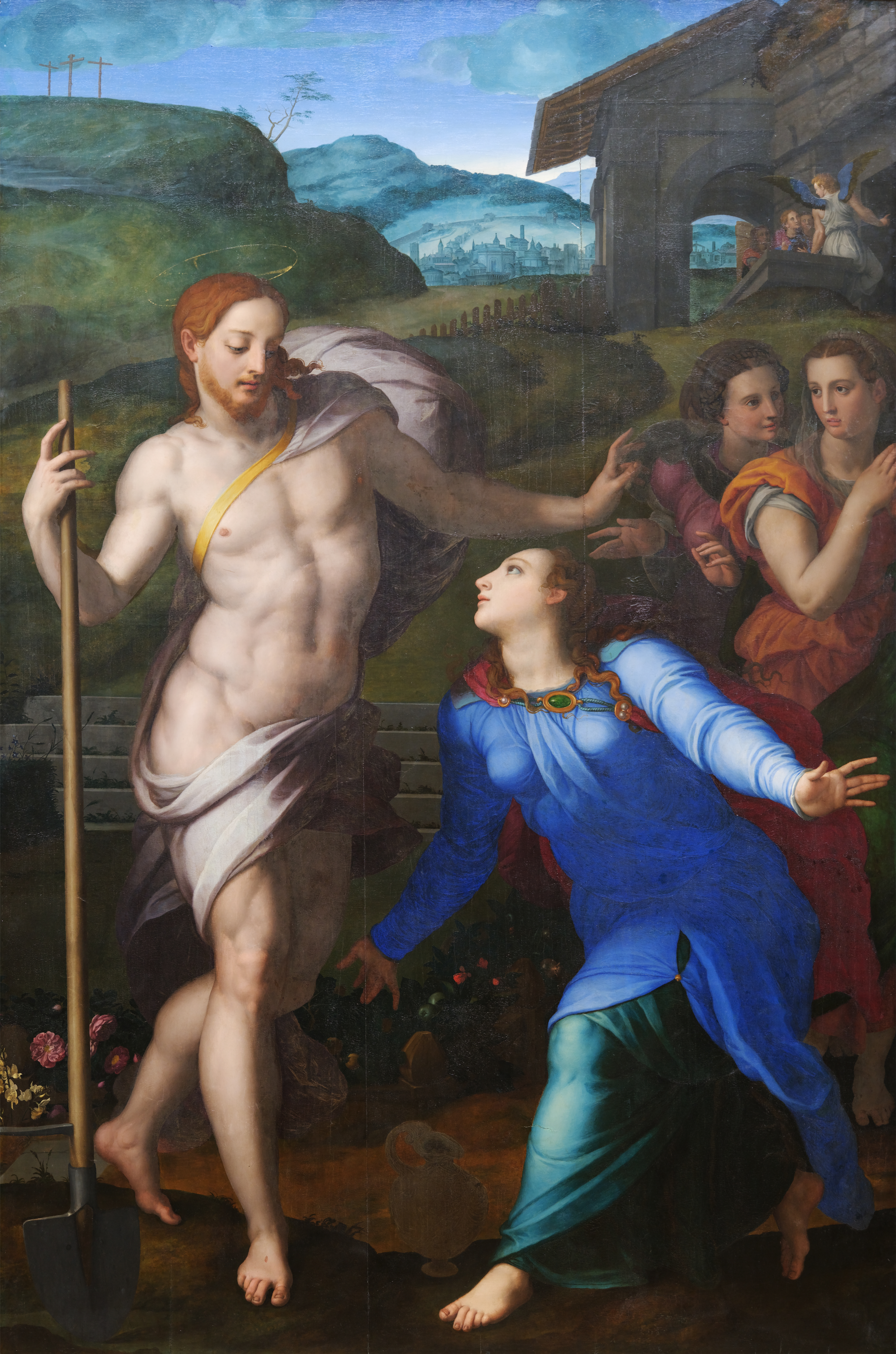
Angelo Bronzino: Noli me tangere, 1561, Louvre
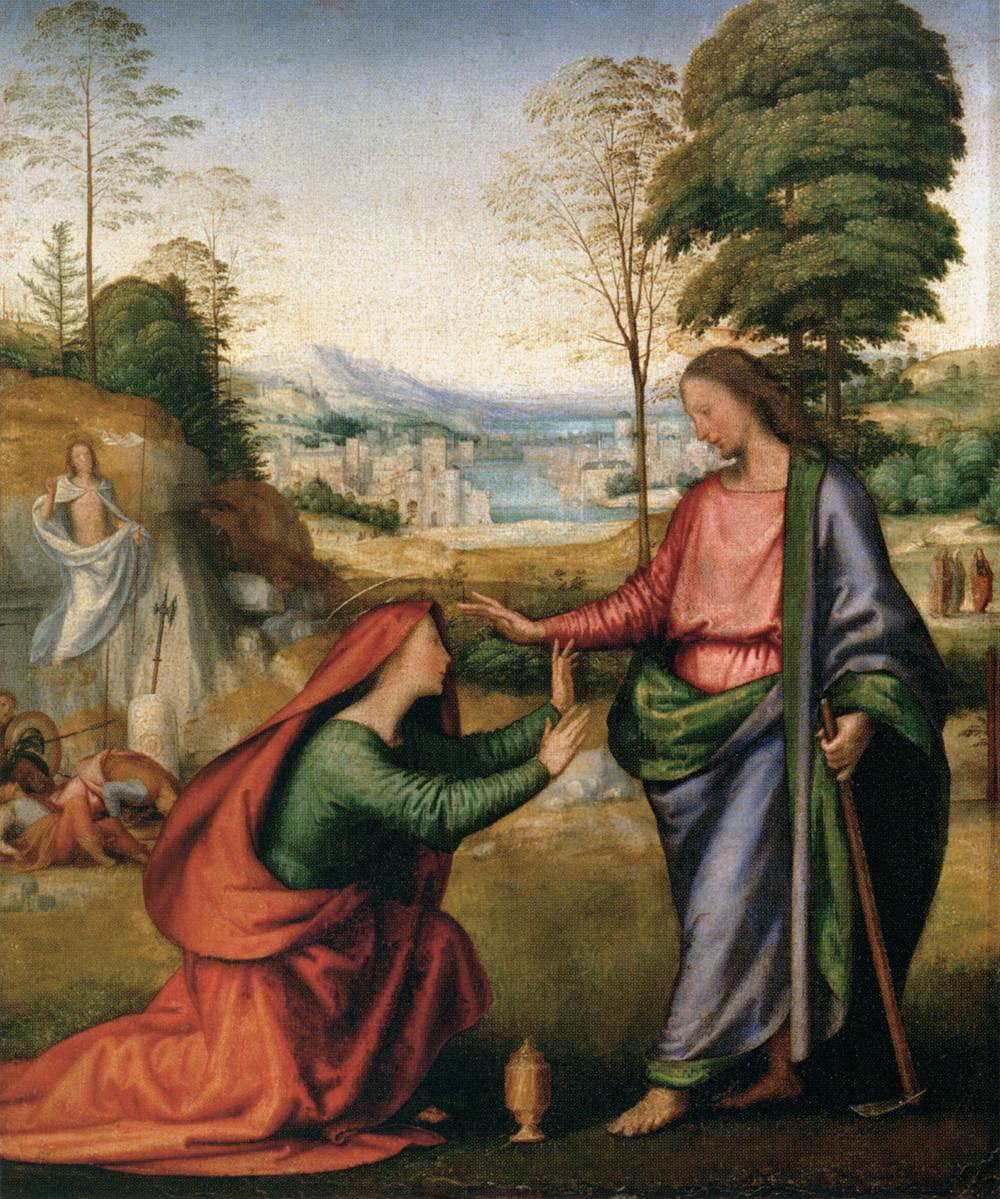
Fra Bartolomeo: Noli me tangere, um 1506, Louvre

Manet war kein religiöser Mensch und er stand, wie der Autor Henri Perruchot feststellte, „diesen Fragen völlig gleichgültig gegenüber“. Dennoch verband Manet eine Freundschaft mit dem Priester Jean Hurel, der mit der Familie Manet bekannt war. Abbé Hurel malte als Amateur in seiner Freizeit und beriet Manet möglicherweise bei religiösen Bildern. Nach dem unvollendeten Projekt des Motivs Noli me tangere mit der Darstellung von Christus als Gärtner dauerte es mehrere Jahre, bis sich Manet erneut religiösen Themen zuwandte. Sowohl das Gemälde Der tote Christus, von Engeln betrauert (Metropolitan Museum of Art, New York) als auch das Bild Die Verspottung Christi (Art Institute of Chicago) sind Motive, mit denen Manet im Salon de Paris den Erfolg suchte. Religiöse Themen versprachen bei den Kritikern zwar Anerkennung, jedoch konnte Manets Malweise die Kritiker nicht überzeugen. Zum Gemälde Die Verspottung Christi existiert ein Fragment einer vorherigen Fassung, die als Brustbild Christi (Fine Arts Museums of San Francisco) bekannt ist. Dieses Christusbild ähnelt durch das Ausschnitthafte den beiden um 1856 entstandenen Christusdarstellungen, hat aber eine andere Entstehungsgeschichte. Beim Brustbild Christi hat Manet den Christuskopf selbst aus einem größeren Gemälde herausgeschnitten, um anschließend auf einer anderen Leinwand erneut mit dem Motiv zu beginnen.

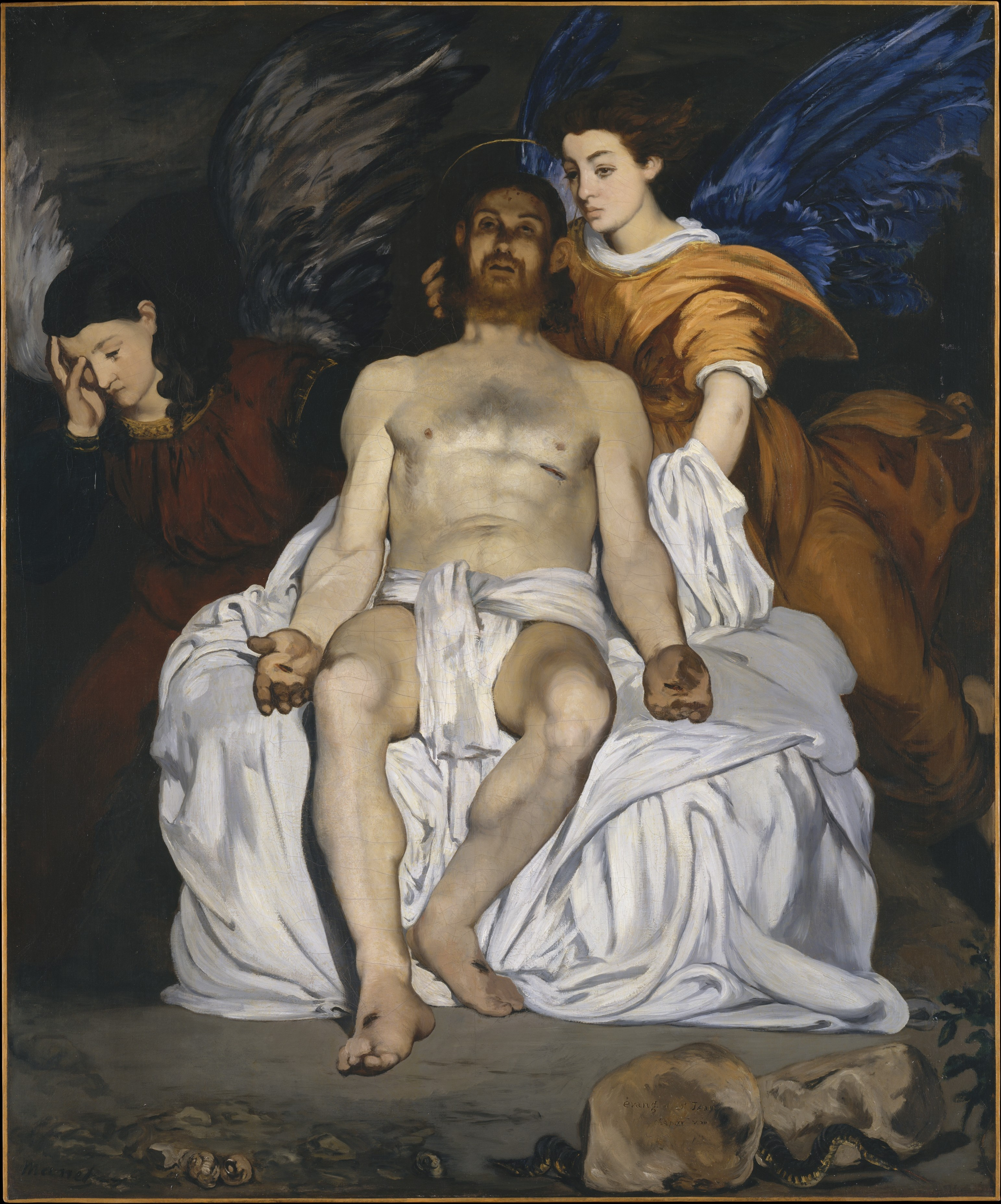
Édouard Manet: Der tote Christus, von Engeln betrauert, 1864, Metropolitan Museum of Art
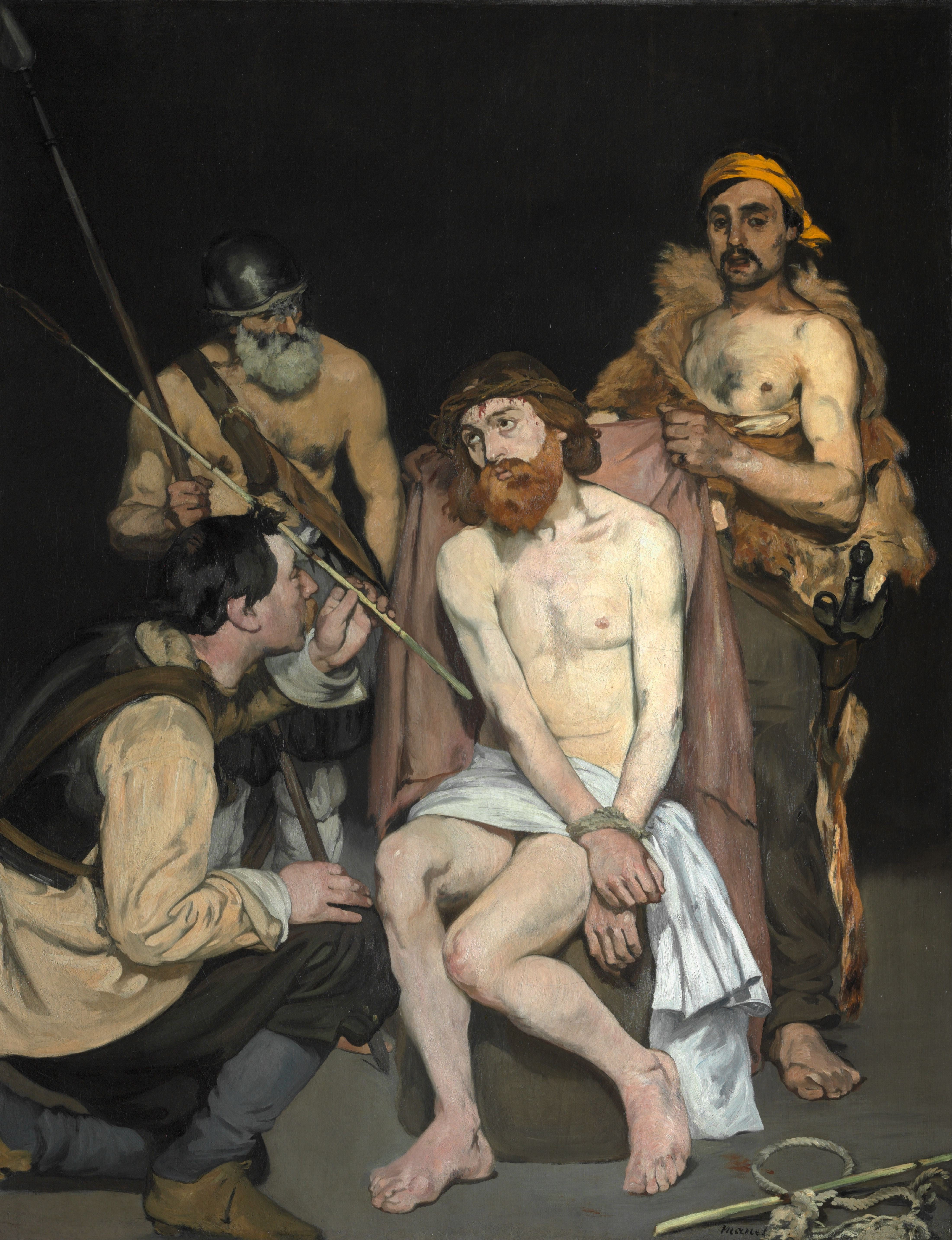
Édouard Manet: Die Verspottung Christi, 1864–65, Art Institute of Chicago
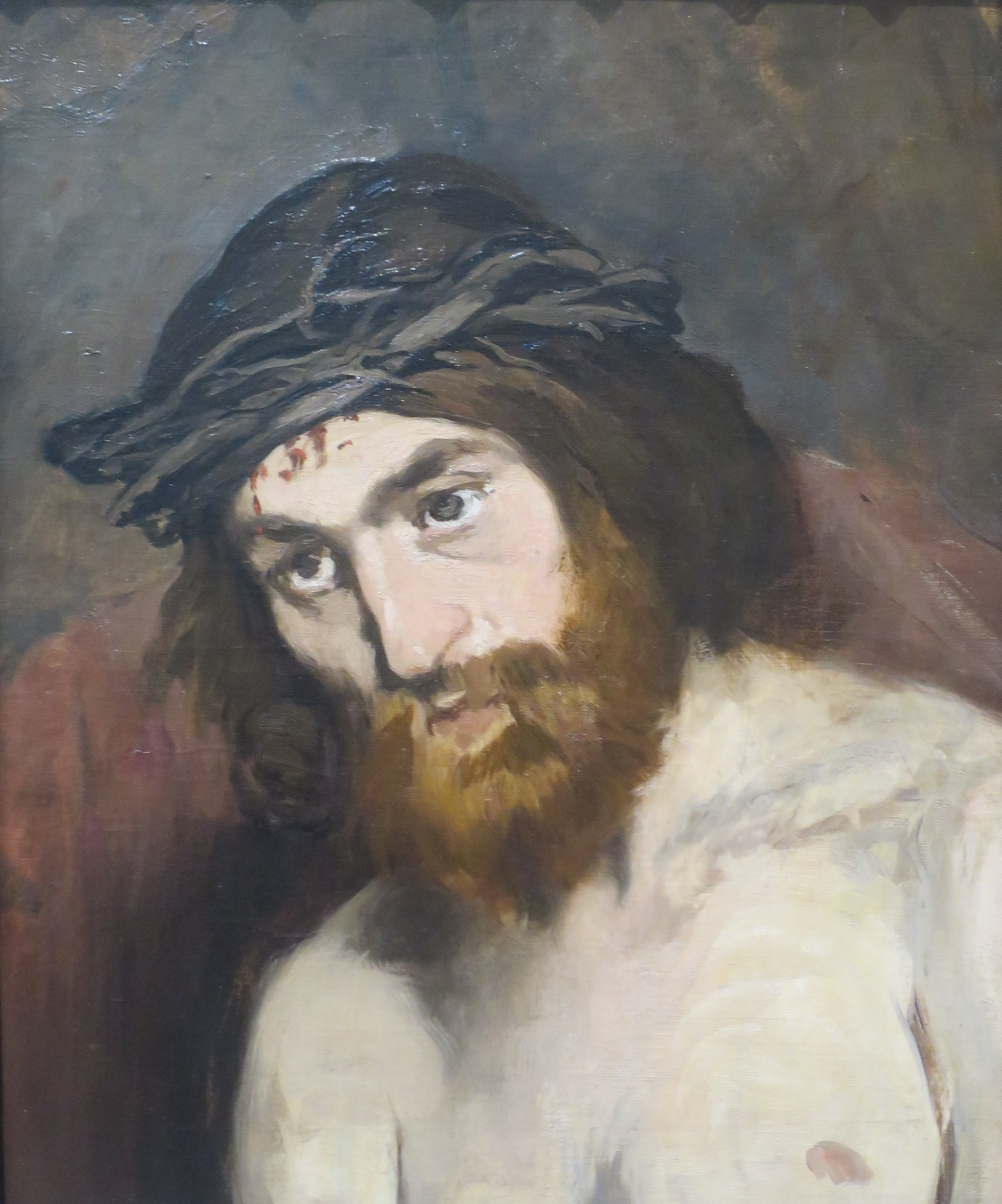
Édouard Manet: Brustbild Christi, 1864–65, Fine Arts Museums of San Francisco

## Provenienz
Die Provenienz des Gemäldes Christus als Gärtner ist nur lückenhaft bekannt. Das Bild blieb viele Jahrzehnte einem breiten Publikum verborgen und die wenigsten Autoren kannten es aus eigener Anschauung. 2016 wurde das Gemälde in der Ausstellung Manet – Sehen in der Hamburger Kunsthalle gezeigt. Im Katalog zur Ausstellung ist als Besitzer die Michali Gallery in Palm Beach vermerkt. Zuvor tauchte das Bild am 26. April 2007 in einer Versteigerung im Stuttgarter Auktionshaus Nagel auf. Im Auktionskatalog gibt es keinen Hinweis zum damaligen Besitzer oder früheren Eigentümern des Gemäldes. Es erscheint jedoch der Hinweis, das Bild Christus als Gärtner sei möglicherweise nach Manets Tod beschnitten worden.
In den vor 2007 erschienenen Manet-Werkverzeichnissen gibt es beim Bild Christus als Gärtner widersprüchliche Angaben und teilweise ist von zwei motivgleichen Bildern die Rede. Im Verzeichnis von Rouart/Wildenstein aus dem Jahr 1975 wird das Motiv Christus als Gärtner als Nr. 14 geführt und die Abmessungen sind dort mit 68 × 58 cm angegeben. Die dazugehörige Abbildung zeigt ein rechteckiges Format. Laut Rouart/Wildenstein befand sich das Bild 1883 im Inventar von Manets Nachlass und war dort als Nr. 86 vermerkt. Bei der Erstellung des Nachlasses fotografierte Fernand Lochard das Gemälde. Möglicherweise beziehen sich späteren Angaben zu einem rechteckigen Format auf diese Fotografie. Bei der Auktion des Manet-Nachlasses 1884 war das Gemälde nicht gelistet. Suzanne Manet, die Witwe des Künstlers, hatte das Bild zwischenzeitlich vermutlich an den mit Manet befreundeten Abbé Hurel verschenkt, der von Rouart/Wildenstein als erster Besitzer erwähnt wird. Als nächsten Besitzer geben Rouart/Wildenstein einen Marquis de Narbonne in Paris und danach den Sammler Richard Werner aus Stuttgart an. Zudem ist bei Rouart/Wildenstein vermerkt, das Bild sei 1913 in der Münchner Galerie Heinemann in der Ausstellung Französische Kunst des 19. Jahrhunderts als Nr. 121 gezeigt worden.
In den Archivunterlagen der Galerie Heinemann wird das Bild bereits als Oval geführt. Im Katalog zur Ausstellung 1913 ist ein Foto des Gemäldes Christus als Gärtner zu sehen, dass den identischen Bildausschnitt wie das 2016 in Hamburg ausgestellte Gemälde zeigt. Unklar ist, wann und durch wen das Bild beschnitten wurde. Die Galerie Heinemann hatte das Bild am 19. Dezember 1912 von einer Madame Bernard aus Paris erworben. Am 8. September 1916 verkaufte die Galerie das Gemälde an den Stuttgarter Sammler Richard Werner.
Im Werkverzeichnis von Adolphe Tabarant von 1947 wird das ovale Bild als Un christ à la pioche bezeichnet und abweichend ein Format von 63 × 50 cm angegeben. Als Besitzer nennt Tabarant zunächst den Marquis de Narbonne in Paris und danach den Stuttgarter Sammler Richard Werner. Tabarant weist zudem auf eine Skizze mit den Abmessungen 39 × 32 cm hin, die der Abbé Hurel besessen habe. Dieses Format wurde erstmals 1902 von Manets Freund und Biograf Théodore Duret beschrieben. Duret nennt zwei Bilder, die als Vorstudien für ein geplantes Gemälde Christus und Maria Magdalena entstanden seien. Ein ovales Format mit den Abmessungen 69 × 50 cm, das Christus als Büstenporträt zeigt und eine nicht weiter definierte Skizze mit den Abmessungen 39 × 32 cm. Für beiden Formate hat Duret eigene Katalognummern vergeben. Auch Sandra Orienti geht 1967 von zwei verschiedenen Gemälden aus und nennt für das Oval den Sammler Richard Werner in Stuttgart als Besitzer. Dem mit Foto dokumentierten Gemälde werden die Abmessungen 63 × 50 cm oder alternativ 68 × 58 cm zugeschrieben. Das kleinere Format mit den Maßen 39 × 32 cm wird bei Orienti mit dem Foto des rechteckigen Gemäldes von Lochard versehen und als „verbleib unbekannt“ gekennzeichnet. Einen Beweis für die Existenz eines zweiten Bildes mit dem Motiv Christus als Gärtner haben Tabarant, Duret und Orienti nicht genannt.